# NGC 6077
NGC 6077 је елиптична галаксија у сазвежђу Северна круна која се налази на NGC листи објеката дубоког неба.
Деклинација објекта је + 26° 55' 26" а ректасцензија 16h 11m 14,0s. Привидна величина (магнитуда) објекта NGC 6077 износи 13,8 а фотографска магнитуда 14,8. NGC 6077 је још познат и под ознакама UGC 10254, MCG 5-38-24, CGCG 167-35, NPM1G +27.0518, near SAO 84233, PGC 57408.